# Ghevghelia
Ghevghelia (în macedoneană Гевгелија, în greacă Γευγελή (Gevgelí), în sârbă Đevđelija, cu alfabetul chirilic: Ђевђелија, în turcă Gevgelí, în bulgară Гевгели, transliterat: Ghevgheli) este un oraș în partea de sud-est a Republicii Macedonia, între munții Kozuf și Pajak, pe un afluent de stânga al râului Vardar. Punct de frontieră cu Grecia în satul Bogorodica. La recensământul din 2002 avea o populație de 15.685 locuitori. Localitatea este traversată de o șosea ce face legătura dintre Skopje și Salonic. Este reședința comunei omonime. Centrul unei zone agricole în care se cultivă smochine, citrice și viță-de-vie. Sericicultură. Sectorul turistic este în plin avânt în Ghevghelia ca urmare a construirii mai multor cazinouri în zonă, orașul având supranumele de „Las Vegasul macedonean”.
A fost teatru de operațiuni în timpul celui de-al Doilea Război Balcanic.